# Ignatz Waghalter
Ignatz Waghalter (Varsòvia, 15 de març de 1881 - Nova York, 7 d'abril de 1949) fou un compositor i director polonès-alemany.
Waghalter fou sobretot un gran director d'òpera a Berlín, responsable per exemple de les estrenes triomfants de Giacomo Puccini La fanciulla del West i Manon Lescaut.
Com a compositor era un melodista, capaç de transmetre melòdicament emocions profundes, titllat d'anacrònic enmig de la revolució atonal que s'estava escampant per la música alemanya. La seva integritat el feia un dels pocs directors jueus nascuts a Alemanya i Àustria que rebutjaven la conversió al cristianisme com a recurs per desviar la pressió contínua exercida per l'antisemitisme.

## Biografia
Nascut a una família jueva empobrida de Varsòvia, Waghalter feia el seu camí a Berlín a l'edat de 17 anys, on primer estudiava amb Philipp Scharwenka. De seguida cridà l'atenció de Joseph Joachim, el gran violinista i amic de confiança de Johannes Brahms. Amb el suport de Joachim, Waghalter era admès a l'Acadèmia de les Arts de Prusia, actualment Acadèmia de les Arts de Berlín, on estudiava composició i direcció amb Friedrich Gernsheim. La primera música de cambra de Waghalter mostrava una imaginació melòdica intensa. Un primer Quartet de Corda en re major, Opus 3, era altament lloat per Joachim. La seva Sonata per a Violí i Piano en fa menor, Opus 5, rebia el prestigiós Mendelssohn Prize el 1902, quan el compositor només tenia 21 anys.
El 1907 Waghalter aconseguia el càrrec de director al Komische Oper a Berlín, on la seva reputació augmentava ràpidament. Breument passà per al Staadttheater a Essen (1911-1912). Aconseguia llavors la direcció del nou Deutsche Opernhaus a Berlín, establint la seva posició com afigura essencial en la música alemanya. S'inaugurava sota la seva direcció el 7 de novembre de 1912 amb Fidelio. Waghalter defensava la música de Giacomo Puccini, les òperes del qual havien fracassat prèviament a Alemanya. El març de 1913 estrenava a Alemanya La fanciulla del West, i la seva recepció triomfant assegurava per a les òperes de Puccini un lloc permanent en els repertoris de les òperes d'Alemanya.
Tres de les òperes de Waghalter eren representades per primera vegada al Deutsche Opernhaus: Mandragola, basada en una comèdia del Renaixement de Machiavelli (La Mandràgora), el gener de 1914; Jugend, basada en l'obra realista tràgica del dramaturg alemany Max Halbe, el febrer de 1917; i Sataniel, inspirada per un conte fantàstic polonès, el maig de 1923. El melodisme fervent d'aquests treballs marcava Waghalter entre el més lírics dels compositors operístics alemanys.
Waghalter marxava del Deutsche Opernhaus el 1923. Viatjava als Estats Units i succeïa a Joseph Stransky com a director musical de la New York State Symphony, càrrec que ocupà la temporada de 1924-1925. Profundament lligat a la vida cultural de Berlín, Waghalter retornava a Alemanya. Componia unes quantes operetes, i era actiu com a director convidat. Per la temporada 1931-1932 era nomenat director musical a l'Òpera Nacional a Riga, Letònia.
Poc després del seu retorn a Berlín, els nazis arribaven al poder. El 1934 Waghalter s'exiliava, traslladant-se primer a Txecoslovàquia i més tard a Àustria, on componia la seva última òpera, Ahasaverus und Esther. Unes quantes setmanes després els nazis entraven a Àustria i Waghalter i la seva muller fugien als Estats Units.
Poc després d'arribar a Nova York, Waghalter establia una orquestra clàssica passatgera de músics afro-americans. Però les seves oportunitats de dirigir foren limitades, i moria relativament oblidat a Nova York el 7 d'abril de 1949 a l'edat de 68 anys.